# Coleophora simillimella
Coleophora simillimella é uma espécie de mariposa do gênero Coleophora pertencente à família Coleophoridae.